# Tàngara oreneta
La tàngara oreneta (Tersina viridis) és un ocell de la família dels tràupid (Thraupidae) i única espècie del gènere Tersina Vieillot, 1819.

## Hàbitat i distribució
jHabita el bosc obert, vegetació secundària i encara ciutats de les terres baixes des de l'est de Panamà, Colòmbia, Veneçuela i Guaiana, cap al sud, per l'oest dels Andes, fins l'oest de l'Equador i, a través de l'est de l'Equador, est del Perú, nord i est de Bolívia i Amazònia i est i sud-est del Brasil fins Paraguai i nord-est de l'Argentina. Algunes poblacions migren cap al nord.